# Kiligwa River
Der Kiligwa River ist ein etwa 80 km langer rechter Nebenfluss des Colville River im Norden des US-Bundesstaats Alaska. 

## Verlauf
Seine Quelle liegt an der Nordflanke der De Long Mountains am Nordrand des Noatak National Preserve. Er fließt in nördlicher Richtung und mündet 16 Kilometer nördlich des Liberator Lakes in den Colville River, der durch die North Slope zum Arktischen Ozean fließt. Der Kiligwa River ist einer von vielen Flüssen und Bächen, die den Colville River von der Nordflanke der Brookskette her speisen.